# Spiegelverzierung

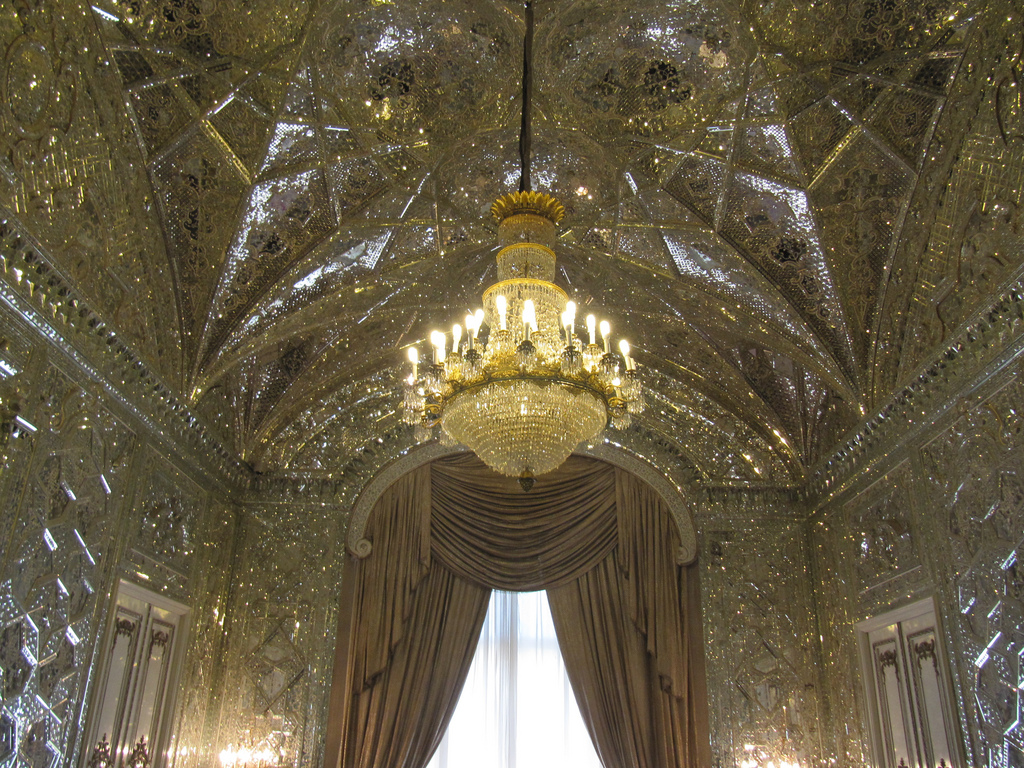
Die Spiegelverzierung in der Saadabad-Palastanlage in Teheran

Spiegelverzierung im Schrein der Fatima Masuma in Ghom

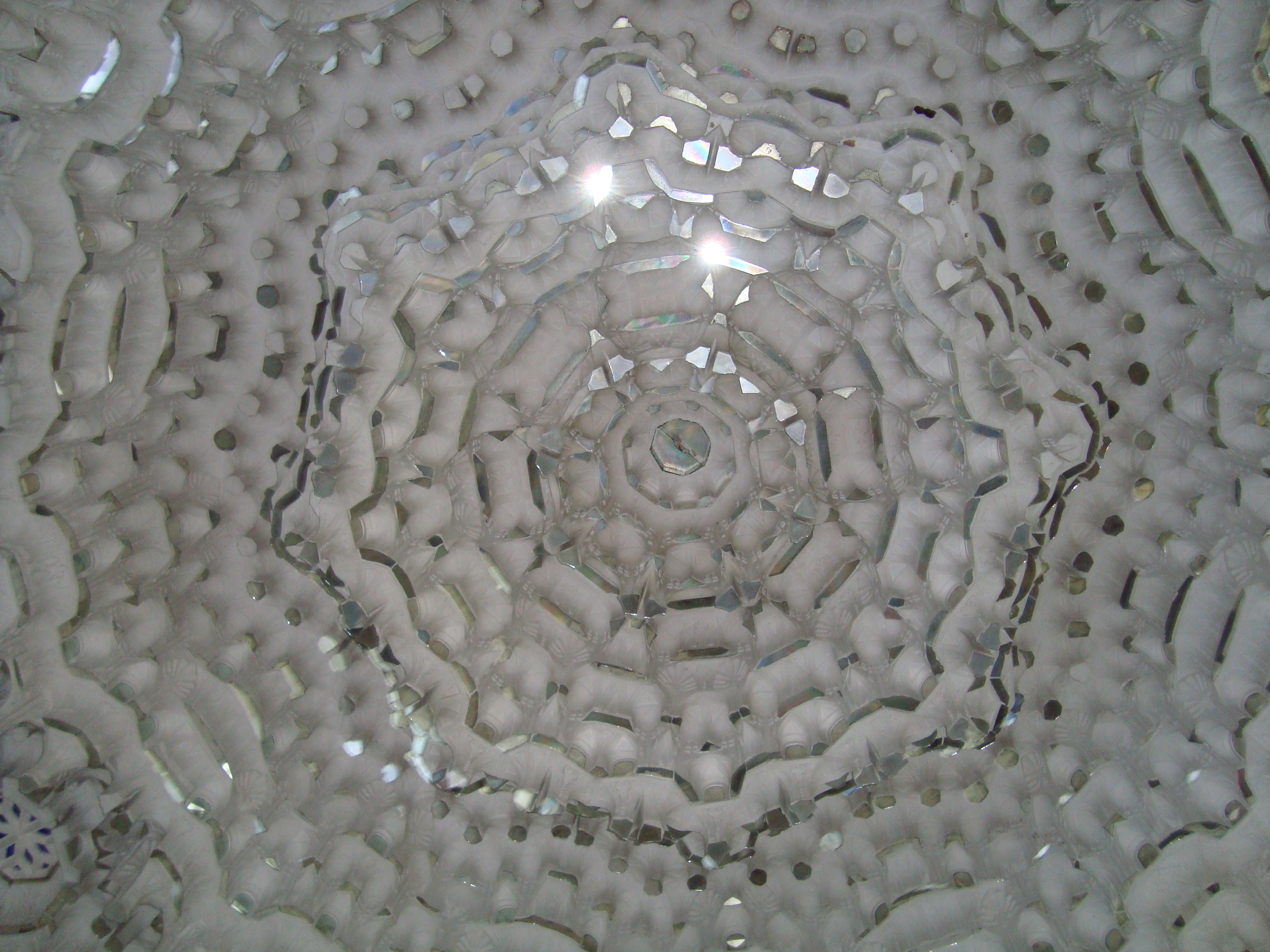
Spiegelverzierung im Castello di Sammezzano in der Toskana

Die Spiegelverzierung ist eine Art der Dekoration von Innenräumen, bei der kleine Spiegelzuschnitte ähnlich einem Mosaik in geometrischen Formen oder in der Form von Blumen und Sträuchern zusammengesetzt werden. Die Reflexion des Lichts durch die unzähligen geformten Spiegelstücke spendet Ausstrahlung, Glanz und Schönheit im Raum. Diese Verzierungen dienen nicht nur dekorativen Zwecken, sondern bilden auch einen festen und haltbaren Belag für die Oberflächen der Innenräume.